# حفظ اللسان
حفظ اللسان من الأخلاق الحميدة والصفات الحسنة، والمقصود بحفظ اللسان ألّا يتحدث الإنسان إلّا بالخير، ويبتعد عن قبيح الكلام، وعن الغيبة والنميمة وغير ذلك، والإنسان مسؤول عن كلّ لفظ يخرج من فمه، حيث يسجله الله ويحاسبه عليه، وهو نعمة كبيرة النفع والأثر إن سخر في جوانب الخير ومناحيه، وعظيم الخطر والضر، متى أضاع الإنسان رقابته عليه وأطلقه في كل شيء.

## حفظ اللسان في الإسلام
دعى الإسلام المؤمنين إلى حفظ ألسنتهم، وصونها عن الكلام فيما لا يجوز أو لا يصح أو لا يليق، وحذرهم من أن يوردهم اللسان موارد الهلاك إن هم لم يحفظوه كما ينبغي له.

### في القرآن
- قال تعالى: ﴿مَا يَلْفِظُ مِنْ قَوْلٍ إِلَّا لَدَيْهِ رَقِيبٌ عَتِيدٌ﴾ ~[ق: 18]. فقد ذكر في التفاسير انه ( عن كتابة جميع أعمال الإنسان، وفي هذه الآية إهتمام بخصوص ألفاظه، وهذا الأمر هو للأهميّة القصوى للقول وأثره في حياة الناس، حتّى أنّ جملة واحدة أو عبارة قصيرة قد تؤدّي إلى تغيير مسير المجتمع («مَا يَلْفِظُ» أي: ابن آدم «مِنْ قَوْلٍ» أي: ما يتكلم بكلمة «إِلَّا لَدَيْهِ رَقِيبٌ عَتِيدٌ» أي: إلا ولها من يراقبها معتد لذلك يكتبها، لا يترك كلمة ولا حركة، كما قال تعالى: ﴿وَإِنَّ عَلَيْكُمْ لَحَافِظِينَ ۝١٠ كِرَامًا كَاتِبِينَ ۝١١ يَعْلَمُونَ مَا تَفْعَلُونَ ۝١٢﴾ [الانفطار:10–12]).
وقال الشنقيطي: (قوله تعالى في هذه الآية الكريمة: «مَا يَلْفِظُ مِنْ قَوْلٍ» أي ما ينطق بنطق ولا يتكلم بكلام «إِلَّا لَدَيْهِ»، أي إلا والحال أن عنده رقيبًا، أي ملكًا مراقبًا لأعماله، حافظًا لها شاهدًا عليها لا يفوته منها شيء. «عَتِيدٌ»: أي حاضر ليس بغائب يكتب عليه ما يقول من خير وشر).
- وقال تعالى: ﴿أَلَمْ تَرَ كَيْفَ ضَرَبَ اللَّهُ مَثَلًا كَلِمَةً طَيِّبَةً كَشَجَرَةٍ طَيِّبَةٍ أَصْلُهَا ثَابِتٌ وَفَرْعُهَا فِي السَّمَاءِ ۝٢٤ تُؤْتِي أُكُلَهَا كُلَّ حِينٍ بِإِذْنِ رَبِّهَا وَيَضْرِبُ اللَّهُ الْأَمْثَالَ لِلنَّاسِ لَعَلَّهُمْ يَتَذَكَّرُونَ ۝٢٥ وَمَثَلُ كَلِمَةٍ خَبِيثَةٍ كَشَجَرَةٍ خَبِيثَةٍ اجْتُثَّتْ مِنْ فَوْقِ الْأَرْضِ مَا لَهَا مِنْ قَرَارٍ ۝٢٦ يُثَبِّتُ اللَّهُ الَّذِينَ آمَنُوا بِالْقَوْلِ الثَّابِتِ فِي الْحَيَاةِ الدُّنْيَا وَفِي الْآخِرَةِ وَيُضِلُّ اللَّهُ الظَّالِمِينَ وَيَفْعَلُ اللَّهُ مَا يَشَاءُ ۝٢٧﴾ [إبراهيم:24–27].

### في السنة
- عن أبي موسى الأشعري قال: «قلتُ: يا رسولُ اللّه، أيُّ المسلمين أفضلُ؟ قال: "مَنْ سَلِمَ المُسْلِمُونَ مِنْ لِسانِهِ وَيَدِهِ"».
- عن أبي هريرة  عن رسول الله ﷺ قال: ((«من كان يؤمن بالله واليوم الآخر فليقل خيرًا أو ليصمت»)).
قال النووي: (وأما قوله ﷺ: ((فليقل خيرًا أو ليصمت))فمعناه: أنه إذا أراد أن يتكلم؛ فإن كان ما يتكلم به خيرًا محققًا يثاب عليه واجبًا أو مندوبًا فليتكلم، وإن لم يظهر له أنه خير يثاب عليه فليمسك عن الكلام، سواء ظهر له أنه حرام أو مكروه أو مباح مستوي الطرفين؛ فعلى هذا يكون الكلام المباح مأمورًا بتركه، مندوباً إلى الإمساك عنه؛ مخافةً من انجراره إلى المحرم أو المكروه، وهذا يقع في العادة كثيرًا أو غالبًا).
وقال ابن عبد البر: (وفي هذا الحديث آداب وسنن، منها التأكيد في لزوم الصمت، وقول الخير أفضل من الصمت؛ لأن قول الخير غنيمة، والسكوت سلامة، والغنيمة أفضل من السلامة).
- وعن معاذ بن جبل  قال: "قلت يا رسول الله، أخبرني بعمل يدخلني الجنة، ويباعدني من النار، فأخبره النبي ﷺ بأركان الإسلام، وجملة أمور أخرى ثم قال: «ألا أخبرك بملاك ذلك كله؟» قلت: بلى يا نبي الله، فأخذ بلسانه قال: «كف عليك هذا»، فقلت: يا نبي الله، وإنا لمؤاخذون بما نتكلم به؟! فقال: «ثكلتك أمك يا معاذ، وهل يكب الناس في النار على وجوههم أو على مناخرهم إلا حصائد ألسنتهم».
- وقال رسول الله ﷺ: (لا يستقيمُ إيمان عبد حتى يستقيمَ قلبه، ولا يستقيم قلبه حتى يستقيم لسانه).
- عن عبد الله بن عمرو  قال: قال رسول الله ﷺ: ((«من صمت نجا»)).
قال الغزالي: (من تأمل جميع... آفات اللسان علم أنه إذا أطلق لسانه لم يسلم، وعند ذلك يعرف سر قوله ﷺ: ((من صمت نجا))؛ لأن هذه الآفات كلها مهالك ومعاطب، وهي على طريق المتكلم، فإن سكت سلم من الكل، وإن نطق وتكلم خاطر بنفسه، إلا أن يوافقه لسان فصيح، وعلم غزير، وورع حافظ، ومراقبة لازمة، ويقلل من الكلام؛ فعساه يسلم عند ذلك، وهو مع جميع ذلك لا ينفك عن الخطر، فإن كنت لا تقدر على أن تكون ممن تكلم فغنم، فكن ممن سكت فسلم، فالسلامة إحدى الغنيمتين). وقال القاري: (... ((من صمت)): أي: سكت عن الشرِّ. ((نجا)): أي: فاز وظفر بكل خير، أو نجا من آفات الدارين).
- عن سهل بن سعد، عن رسول الله ﷺ قال: ((«من يضمن لي ما بين لحييه وما بين رجليه أضمن له الجنة»)).
قال ابن حجر العسقلاني في شرح هذا الحديث: (فالمعنى من أدى الحق الذي على لسانه من النطق بما يجب عليه، أو الصمت عما لا يعنيه ضمن له الرسول ﷺ الجنة... فإن النطق باللسان أصل في حصول كل مطلوب، فإذا لم ينطق به إلا في خير سلم، وقال ابن بطال: دل الحديث على أن أعظم البلاء على المرء في الدنيا لسانه وفرجه، فمن وقي شرهما وقي أعظم الشر). وقال ابن عبد البر: (في هذا الحديث دليل على أن أكبر الكبائر إنما هي من الفم والفرج، وما بين اللحيين الفم، وما بين الرجلين الفرج، ومن الفم ما يتولد من اللسان وهو كلمة الكفر، وقذف المحصنات، وأخذ أعراض المسلمين، ومن الفم أيضا شرب الخمر، وأكل الربا، وأكل مال اليتيم ظلمًا، ومن الفرج الزنى واللواط).
- وعن النبيّ ﷺ قال: «إنَّ العَبْدَ لَيَتَكَلَّمُ بالكَلِمَةِ مِنْ رِضْوَانِ اللَّهِ تَعالى ما يُلْقِي لَهَا بالاً يَرْفَعُ اللَّهُ تَعالى بها دَرَجاتٍ، وَإنَّ العَبْدَ لَيَتَكَلَّمُ بالكَلِمَةِ مِنْ سَخْطِ اللَّهِ تَعالى لا يُلْقِي لَها بالاً يَهْوِي بِها في جَهَنَّمَ».

### في الأثر وأقوال العلماء والحكماء
- (قال ابن بريدة: رأيت ابن عباس آخذًا بلسانه، وهو يقول: ويحك قل خيرًا تغنم، أو اسكت عن سوء تسلم، وإلا فاعلم أنَّك ستندم، قال: فقيل له: يا ابن عباس، لم تقول هذا؟ قال: إنه بلغني أنَّ الإنسان -أراه قال- ليس على شيء من جسده أشدُّ حنقًا أو غيظًا يوم القيامة منه على لسانه إلا ما قال به خيرًا، أو أملى به خيرًا).
- قال سليمان بن داود: إن كان الكلام من فضة فالسكوت من ذهب.
- قال عبد الله بن مسعود: والله الذي لا إله إلا هو ما شيءٍ أحوج إلى طول سجن من لسان.
- أخذ أبو بكر الصديق،  بطرف لسانه وقال: (هذا الذي أوردني الموارد).
- وعن علي  قال: (بكثرة الصمت تكون الهيبة).
- و (عن أبي الدرداء  قال: تعلموا الصمت كما تعلمون الكلام، فإنَّ الصمت حلم عظيم، وكن إلى أن تسمع أحرص منك إلى أن تتكلم، ولا تتكلم في شيء لا يعنيك، ولا تكن مضحاكًا من غير عجب، ولا مشَّاءً إلى غير أرب).
- قال طاووس: لساني سبع إن أرسلته أكلني.
- قال عمر بن عبد العزيز: من جعل دينه عرضة للخصومات أكثر التنقل.
- قال بعض الحكماء: الكلام اللين يغسل الضغائن المستكنة في الجوارح. وقالوا: (اللسان سبع عقور).
- قال مالك بن دينار: الصدق والكذب يعتركان في القلب حتّى يخرج أحدهما صاحبه.
- وقال علي بن أبي طالب: (لا خير في الصمت عن العلم، كما لا خير في الكلام عن الجهل).
- و (دخلوا على بعض الصحابة في مرضه ووجهه يتهلل، فسألوه عن سبب تهلل وجهه، فقال: ما من عمل أوثق عندي من خصلتين: كنت لا أتكلم فيما لا يعنيني، وكان قلبي سليمًا للمسلمين).

## آفات اللسان
هناك آفات للسان يجب الحذرُ منها، ومن ذلك:
1. الكذب، وهو دليل على ضَعف شخصية هذا الكاذب.
2. الغيبة والنميمة، سواء كانت بالهمز -وهو الفعل- أو باللمز -وهوالقول- قال تعالى: ﴿هَمَّازٍ مَشَّاءٍ بِنَمِيمٍ ۝١١﴾ [القلم:11].
3. إفشاء الأسرار، فهو باب التفرق، والاختلاف، ونافذته.
4. السب واللعن لقول النبي ﷺ: «لَا يَكُونُ اللَّعَّانُونَ شُفَعَاءَ، وَلَا شُهَدَاءَ يَوْمَ الْقِيَامَةِ».[23]
5. الكلام فيما لا يعني، وهو مِن معاول هدمِ البناء الخلقي، ولو كان كلامُنافيما يعنينا؛ لهُدينا ووُقِينا.
6. المراء، والجدال لقول النبي ﷺ: «أَنَا زَعِيمٌ بِبَيْتٍ فِي رَبَضِ الْجَنَّةِ لِمَنْ تَرَكَ الْمِرَاءَ وَإِنْ كَانَ مُحِقًّا...».[24]
7. شَهادةِ الزُّور.
8. انتهارِ الفُقَراءِ والضُّعَفاءِ واليتيم والسَّائلِ ونحوهم.
9. المَنِّ بالعَطِيَّةِ ونحوِها.
10. الطعن في الأَنْسَابِ الثَّابتةِ في ظاهِر الشَّرْعِ.

## مذموم الكلام ومحموده
لم يتعبد الله عباده بلزوم الصمت مطلقا، فليس الكلام مأمورًا به على الإطلاق، ولا السكوت كذلك، فعن علي  قال: حفظت عن رسول الله ﷺ: «لا صمات يوم إلى الليل». فلا بد من الكلام في الخير، والسكوت عن الشر، وإن كانت السلامة في الصمت أكثر منها في الكلام، فعن عبد الله بن عمرو  قال: قال رسول الله ﷺ: «من صمت نجا». وعن أبي هريرة  قال: قال رسول الله ﷺ: «من كان يؤمن بالله واليوم الآخر، فليقل خيرا أو ليصمت». وعنه أيضاً قال: قال رسول الله ﷺ: «من حسن إسلام المرء تركه ما لا يعنيه». وعنه أيضا أن النبي ﷺ قال: «كفى بالمرء إثماً أن يحدث بكل ما سمع». وقال سفيان الثوري: «ليس الورع في السكوت، لكن أن تتكلم فتعطي لكل ذي حق حقه».

## أقسام الكلام من حيث نفعه وضرره
والكلام أربعة أقسام: قسم هو ضرر محض، وقسم هو نفع محض، وقسم فيه ضرر ومنفعة، وقسم ليس فيه ضرر ولا منفعة.
فأما الذي هو ضرر محض: فلا بد من السكوت عنه،
وكذلك ما فيه ضرر ومنفعة لا تفي بالضرر.
وأما ما لا منفعة فيه ولا ضرر: فهو فضول، والاشتغال به تضييع زمان، وهو عين الخسران.
فلا يبقى إلا القسم الرابع، فقد سقط ثلاثة أرباع الكلام، وبقي ربع، وهذا الربع فيه خطر إذ يمتزج بما فيه إثم من دقيق الرياء والتصنع والغيبة وتزكية النفس وفضول الكلام امتزاجاً يخفى دركه، فيكون الإنسان به مخاطرًا . ولهذا نفى الله تعالى الخير عن كثير من كلام الناس فقال: ﴿لَا خَيْرَ فِي كَثِيرٍ مِنْ نَجْوَاهُمْ إِلَّا مَنْ أَمَرَ بِصَدَقَةٍ أَوْ مَعْرُوفٍ أَوْ إِصْلَاحٍ بَيْنَ النَّاسِ وَمَنْ يَفْعَلْ ذَلِكَ ابْتِغَاءَ مَرْضَاةِ اللَّهِ فَسَوْفَ نُؤْتِيهِ أَجْرًا عَظِيمًا ۝١١٤﴾ [النساء:114].

## ضوابط الكلام
من أراد أن يسلم من سوءات اللسان فلا بد له من الأمور التالية:
- لا يتكلم إلا لينفع بكلامه نفسه أو غيره، أو ليدفع ضُرَّا عنه أو عن غيره.
- أن يتخير الوقت المناسب للكلام، وكما قيل: لكل مقام مقال. ومن تحدث حيث لا يحسن الكلام كان عرضة للخطأ والزلل، ومن صمت حيث لا يجْدِي الصمت استثقل الناس الجلوس إليه.
- أن يقتصر من الكلام على ما يحقق الغاية أو الهدف، وحسبما يحتاج إليه الموقف، ومن لم يترتب على كلامه جلب نفع أو دفع ضر فلا خير في كلامه، ومن لم يقتصر من الكلام على قدر الحاجة، كان تطويله مملا، فالكلام الجيد وسط بين تقصير مخلٍّ وتطويل مملٍّ.
وقيل: اقتصر من الكلام على ما يقيم حجتك ويبلغ حاجتك، وإياك وفضوله (الزيادة فيه)، فإنه يزِلُّ القدم، ويورِثُ الندم.
- أن يتخير اللفظ الذي يتكلم به، قال الشاعر:

ولا بد للإنسان من تَخَيرِ كلامه وألفاظه، فكلامه عنوان على عقله وأدبه، وكما قيل: يستدل على عقل الرجل بكلامه، وعلى أصله بفعله.
- عدم المغالاة في المدح، وعدم الإسراف في الذم؛ لأن المغالاة في المدح نوع من التملق والرياء، والإسراف في الذم نوع من التَّشَفِّي والانتقام. والمؤمن أكرم على الله وعلى نفسه من أن يوصف بشيء من هذا؛ لأن التمادي في المدح يؤدي بالمرء إلى الافتراء والكذب.
- أن لا يرضي الناس بما يجلب عليه سخط الله. قال رسول الله ﷺ: «من أرضى الناس بسخط الله وَكَلَهُ الله إلى الناس، ومن أسخط الناس برضا الله كفاه الله مؤونة الناس».[26]
- ألا يتمادى في إطلاق وعود لا يقدر على الوفاء بها، أو وعيد يعجز عن تنفيذه.
يقول تعالى: ﴿يَا أَيُّهَا الَّذِينَ آمَنُوا لِمَ تَقُولُونَ مَا لَا تَفْعَلُونَ ۝٢ كَبُرَ مَقْتًا عِنْدَ اللَّهِ أَنْ تَقُولُوا مَا لَا تَفْعَلُونَ ۝٣﴾ [الصف:2–3].
- أن يستعمل الألفاظ السهلة التي تؤدي المعنى بوضوح، قال رسول الله ﷺ: «(إن من أحبكم إلي وأقربكم مني مجلسًا يوم القيامة أحاسنكم أخلاقًا، وإن أبغضَكم إلي وأبعدَكم مني يوم القيامة الثرثارون (كثيرو الكلام)، والمتشَدِّقُون (الذين يتطاولون على الناس في الكلام) والمتفيهقون)، قالوا: يا رسول الله، قد علمنا الثرثارون والمتشدقون، فما المتفيهقون؟ قال: (المتكبرون)».[26]
- ألا يتكلم بفحش أو بَذَاءةٍ أو قُبح، ولا ينطق إلا بخير، ولا يستمع إلى بذيء، ولا يصغي إلى متفحِّش. وقيل: اخزن لسانك إلا عن حق تنصره، أو باطل تَدْحره، أو خير تنشره، أو نعمة تذكرها.
- أن يشغل الإنسان لسانه دائمًا بذكر الله ولا يخْرِجُ منه إلا الكلام الطيب.
رُوِي أن النبي ﷺ قال: «لا تكثروا الكلام بغير ذكر الله، فإن كَثْرَة الكلام بغير ذكر الله قسوة للقلب، وإن أبعدَ الناس عن الله القلبُ القاسي».[26]

## في أقوال الشعراء
قال الشاعر:
وقال الشاعر:
وقال الشافعي:
وقال آخر:
قال الشاعر:
وقال الشاعر:
وقال صالح عبد القدوس:
وقال علي بن أبي طالب: